# Georgia (tipografía)
Georgia es una tipografía con serifa diseñada en 1993 por Matthew Carter para Microsoft Corporation. Está diseñada para una mayor claridad en monitor, incluso en tamaños pequeños, particularmente debido a una mayor altura de la x. La tipografía recibe este nombre por una prueba de tabloide de un encabezado encontrado en el estado de Georgia en Estados Unidos. El nombre de la tipografía Georgia es una marca registrada de Microsoft.
La tipografía Georgia comparte muchas semejanzas con Times New Roman, aunque Georgia es perceptiblemente más grande que Times, en el mismo tamaño de fuente. Los caracteres de Times New Roman son más estrechos, teniendo un eje más vertical. Cuando uno compensa las diferencias del tamaño y desatiende las diferencias en la compresión y el espaciado, las diferencias restantes son mínimas. Muchos letterforms en la inspección inicial son difíciles, para que un principiante distinga entre Georgia y Times New Roman. Total, las serifas de la Georgia son levemente más anchas y con extremos más embotados, más planos, el estilo de los dígitos de Georgia es diferente.
Junto con Hoefler Text y FF Scala, es una de las pocas tipografías de uso común con extensión, o “viejo estilo”, los números (también llamados las figuras de texto), que se diseñan para complementar el texto en minúsculas, sin la interrupción de la textura total la línea de desarrollo de las figuras. Esto puede presentar algunas dificultades como al mostrar números en la disposición de columna, pues las figuras no son de espacio fijo.
Georgia forma parte del paquete base de fuentes para Web y está preinstalada por el defecto en los ordenadores basados en Macintosh y Windows; ha encontrado un uso popular como tipografía serif alternativa a la Times New Roman.